# Gabriel Marfond
Gabriel Marfond est un homme de lettres français, né le 1er mai 1860 à Rouffignac (Dordogne) sous le nom d'Antoine Beyney et décédé le 3 janvier 1944 à Périgueux.

## Biographie
Bachelier ès lettres de la faculté de Bordeaux en 1877, puis licencié en droit de la faculté de Paris en 1881, il entre à la Compagnie du chemin de fer de Paris à Orléans où il mène une carrière de cadre (sous-chef du bureau des transferts et du grand livre puis sous-chef du bureau des contentieux des titres). Son bureau est situé en gare de Paris-Austerlitz au début de sa carrière et en gare d'Orsay à la fin de sa carrière. Il adhère à la Ligue de la Patrie française en 1899. Conseiller municipal de Levallois-Perret, il est candidat aux élections sénatoriales de Dordogne en 1903.
Entre 1889 et 1941 l'auteur publie des ouvrages sur la littérature, la poésie, le théâtre, la religion, la politique, sous couvert de différents pseudonymes (Gabriel Marfond, le Vicomte Marfond et Lord Orangis).
Certaines de ses œuvres apportent un éclairage sur la pensée des milieux intellectuels et de la bourgeoisie parisienne à la fin du XIXe siècle et au début du XXe siècle, notamment en ce qui concerne l'engouement des élites de l'époque pour le thème de l'antiquité tant en littérature qu'en architecture.
Son livre Fleurs de poésie et d'éloquence - Fleurs de Vénus est une illustration de la poésie érotique du début du XXe siècle rédigée dans un style très littéraire. De même son livre Politique extérieure et coloniale de la France de Louis XIV à Napoléon et ses conséquences jusqu’à nos jours est encore utilisé en sciences politiques. Par ailleurs, le goût du microcosme parisien du début du XXe siècle pour le néoclassicisme et les mythologies antiques s'illustre par Cléopâtre et les triumvirs
La plupart de ses manuscrits ont été déposés à la Bibliothèque nationale de France. Certains sont accessibles dans plusieurs bibliothèques universitaires.

## Œuvre
- 1889 – Madeleine (drame en 4 actes. Paris, F. Brossier. In-18, 328 p.)
- 1894 – Aifémaire amour (sonnets écrits d’après une orthographe nouvelle. Paris, Chamuel. In-18, XIII, 31 p., pseudo : Lord Orangis)
- 1895 – Adélaïde (In 18, Cercle de la librairie)
- 1905 – Politique extérieure et coloniale de la France de Louis XIV à Napoléon et ses conséquences jusqu’à nos jours. (Levallois Perret, l’auteur. In-16, XXII, 250 p., pseudo : Lord Orangis)
  - Ivresses mêlées (Paris, l’auteur. In-16, XXIII, 208 p.)
- 1913 – Uxellodunum, oppidum Pétrocorien (Le Combat périgourdin, août-septembre 1913)
- 1922 – Jane d’Arc (drame national en prose et en vers en 5 actes, impr. A. Clerc, 224 p.)
- 1929 – Cléopâtre et les triumvirs (tragédie en 5 actes. Quatrième partie de la tétralogie comprenant : Cléopâtre et César, César et Brutus, Cléopâtre et Fulvie, Cléopâtre et les Triumvirs. Bordeaux, impr. de J. Bière. In-16, 223 p.)
  - Marie Stuart et Élisabeth (tragédie en 5 actes. Bordeaux, impr. de J. Bière. In-16, 159 p.)
  - Les voluptueux. La belle Polonaise (roman, 205 p.)
- 1930 – La grande tragédie d’Ilion (pièce dramatique en 5 actes, Bordeaux, impr. J. Bière, 142 p.)
- 1931 – Médée la magicienne (tragédie en 4 actes, pseudo Lord Orangis, G. Ficker, 193 p.)
- 1933 – Clytemnestre (3 tragédies royales en une seule, Bordeaux, impr. Bière, 158 p.)
- 1935 – Gaules et Frances perdues (Bordeaux, impr. Bière, 276 p.)
- 1936 ou 1937 – Aux âmes fortes. Pandémonium des religions et des philosophies et mécanisme du monde (poèmes, Bordeaux, impr. Bière, 201 p.)
- 1937 – Fleurs de poésie et d’éloquence. Fleurs de Vénus (poésies, Bordeaux, impr. Bière, 284 p.)
- 1939 – Anthologie théâtrale (impr. Moderne Fontenay, 250 p.)
- 1941 – Girondins et Montagnards (pièce de théâtre, 135 p.)